# أرجون سارجا
أرجون سارجا هو مغني ومخرج وممثل هندي، ولد في 15 أغسطس 1962 في الهند.

## وصلات خارجية
- أرجون سارجا على موقع IMDb (الإنجليزية)
- أرجون سارجا على موقع ألو سيني (الفرنسية)
- أرجون سارجا على موقع ميوزك برينز (الإنجليزية)
- أرجون سارجا على موقع أول موفي (الإنجليزية)
- أرجون سارجا على موقع قاعدة بيانات الفيلم (الإنجليزية)
- أرجون سارجا على موقع كينوبويسك (الروسية)